# جون ماسون باركر
جون ماسون باركر هو سياسي كندي، ولد في 19 أغسطس 1882، وتوفي في 1960. حزبياً، نشط في Saskatchewan Progress Party ‏. وقد انتخب عضو المجلس التشريعي من ساسكاتشوان.